# Dimitri Konyshev
Dmitry Borisovich Konyshev (em russo:  Дмитрий Борисович Конышев; nascido em 18 de fevereiro de 1966) é um ex-ciclista de estrada russo, profissional entre 1989 e 2006. Konyshev competiu nos Jogos Olímpicos de Verão de 1996 e 2000, terminando respectivamente em décimo terceiro e décimo lugar na prova de estrada individual. Konyshev conseguiu vitórias por etapas nas três Grandes Voltas (Tour de France, Giro d'Italia e Volta a Espanha). É atual técnico da equipe profissional russa Katusha.

## Resultados nas grandes voltas
| Corrida            | 1989 | 1990 | 1991 | 1992 | 1993 | 1994 | 1995 | 1996 | 1997 | 1998 | 1999 | 2000 | 2001 | 2002 | 2003 | 2004 | 2005 |
| ------------------ | ---- | ---- | ---- | ---- | ---- | ---- | ---- | ---- | ---- | ---- | ---- | ---- | ---- | ---- | ---- | ---- | ---- |
| Giro d'Italia      | Ab.  | 30º  | -    | -    | 26º  | Ab.  | Ab.  | Ab.  | 37º  | 51º  | -    | 57º  | 75º  | 103º | -    | -    | -    |
| Tour de France     | -    | 25º  | 52º  | Ab.  | -    | -    | Ab.  | -    | -    | Ab.  | 62º  | -    | -    | -    | -    | -    | -    |
| Volta a Espanha    | -    | -    | Ab.  | Ab.  | -    | -    | -    | 35º  | -    | -    | -    | -    | -    | -    | -    | -    | -    |
| Mundial em Estrada | 2º   | 30º  | -    | 3º   | 50º  | 5º   | 7º   | -    | -    | -    | 9º   | -    | -    | 19º  | 14º  | 25º  | -    |